# سولنزو

سولنزو شهری در شهرستان سولنزو در استان بانوا در بورکینافاسوی غربی است و جمعیت آن ۹ ۸۱۳ نفر است.